# مكلنبورغ
مكلنبورغ (بالألمانية: Mecklenburg) منطقة تاريخية في شمال ألمانيا تضم الجزء الغربي والأكبر من ولاية مكلنبورغ فوربومرن الاتحادية. أكبر المدن في هذه المنطقة هي روستوك، شفيرين، ونويبراندنبورغ.
اسم مكلنبورغ مستمد من قلعة كانت تسمى «ميكيلنبورغ» (بالساكسونية القديمة: «القلعة الكبرى»)، وتقع بين مدينتي شفيرين وفيسمار. كانت مقر أسلاف آل مكلنبورغ ولفترة انقسمت إلى مكلنبورغ شفيرن ومكلنبورغ ستريليتس فيما بين السلالة نفسها.

علم منطقة مكلنبورغ

لغوياً احتفظ المكلنبورغيون واستخدموا العديد من مميزات مفردات أو صواتة الألمانية السفلى.